# Mückeln
Mückeln är en kommun och ort i Landkreis Vulkaneifel i förbundslandet Rheinland-Pfalz i Tyskland.
Kommunen ingår i kommunalförbundet Verbandsgemeinde Daun tillsammans med ytterligare 37 kommuner.